# Giuseppe Zampano
Giuseppe Marco Zampano (Genova, 30 settembre 1993) è un calciatore italiano, difensore del Celle Varazze.

## Biografia
Ha un fratello gemello di nome Francesco, con cui ha giocato assieme alla Sampdoria e alla Virtus Entella,.

## Caratteristiche tecniche
Terzino, con spiccate doti offensive gioca prevalentemente sulla fascia destra, ma può giocare anche come esterno di fascia su entrambe le fasce, all'occorrenza può essere schierato anche da Ala.

## Carriera
Cresce nel settore giovanile della Sampdoria, per poi passare in prestito alla Virtus Entella insieme a suo fratello gemello Giuseppe, dove Zampano gioca per un anno nelle giovanili vincendo un Campionato Berretti. Il 18 giugno 2014 viene acquistato a titolo definitivo dal Crotone, militante in Serie B dove firma un contratto triennale e con il quale al termine della stagione 2015-2016 ottiene la promozione in Serie A.
Dopo aver rescisso il contratto con Il Crotone, si accasa al Venezia squadra che milita in Lega Pro, allenata da Filippo Inzaghi che mira al salto di categoria. Salto che a fine anno arriva
Dopo due anni in Serie B il Venezia retrocede e Zampano nel giugno 2019 saluta il club rimanendo svincolato essendo in scadenza di contratto.
Il 5 dicembre dello stesso anno firma per il Cesena in Serie C.
Il 24 agosto 2020 firma con la Reggiana neopromossa in Serie B. Con 13 partite giocate, il 10 maggio 2021, in Venezia-Reggiana 2-1, arriva a quota 100 presenze totali in Serie B.
Rimasto svincolato, il 27 settembre 2021 si trasferisce alla Fidelis Andria. Seguono due esperienze con Potenza e La Fiorita a San Marino prima di tornare in Liguria nel 2024 formando per il Celle Varazze, in Eccellenza, con cui vince il campionato.

## Statistiche

### Presenze e reti nei club
Statistiche aggiornate al 9 gennaio 2023.
| Stagione        | Squadra         | Campionato      | Campionato | Campionato | Coppe nazionali | Coppe nazionali | Coppe nazionali | Coppe continentali | Coppe continentali | Coppe continentali | Altre coppe | Altre coppe | Altre coppe | Totale | Totale |
| Stagione        | Squadra         | Comp            | Pres       | Reti       | Comp            | Pres            | Reti            | Comp               | Pres               | Reti               | Comp        | Pres        | Reti        | Pres   | Reti   |
| --------------- | --------------- | --------------- | ---------- | ---------- | --------------- | --------------- | --------------- | ------------------ | ------------------ | ------------------ | ----------- | ----------- | ----------- | ------ | ------ |
| 2012-2013       | Portogruaro     | 1D              | 10         | 0          | CI+CI-LP        | 0+0             | 0               | -                  | -                  | -                  | -           | -           | -           | 10     | 0      |
| 2013-2014       | Martina         | 2D              | 16         | 1          | CI-LP           | 0               | 0               | -                  | -                  | -                  | -           | -           | -           | 16     | 1      |
| 2014-2015       | Crotone         | B               | 22         | 0          | CI              | 0               | 0               | -                  | -                  | -                  | -           | -           | -           | 25     | 0      |
| 2015-2016       | Crotone         | B               | 25         | 3          | CI              | 2               | 0               | -                  | -                  | -                  | -           | -           | -           | 27     | 3      |
| Totale Crotone  | Totale Crotone  | Totale Crotone  | 47         | 3          |                 | 2               | 0               |                    | -                  | -                  |             | -           | -           | 49     | 3      |
| gen.-giu. 2017  | Venezia         | LP              | 11         | 1          | CI-LP           | 3               | 0               | -                  | -                  | -                  | SLP         | 2           | 0           | 16     | 1      |
| 2017-2018       | Venezia         | B               | 20         | 0          | CI              | 1               | 0               | -                  | -                  | -                  | -           | -           | -           | 21     | 0      |
| 2018-2019       | Venezia         | B               | 20         | 0          | CI              | 1               | 0               | -                  | -                  | -                  | -           | -           | -           | 21     | 0      |
| Totale Venezia  | Totale Venezia  | Totale Venezia  | 51         | 1          |                 | 5               | 0               |                    | -                  | -                  |             | 2           | 0           | 58     | 1      |
| dic. 2019-2020  | Cesena          | C               | 10         | 0          | CI-C            | -               | -               | -                  | -                  | -                  | -           | -           | -           | 10     | 0      |
| 2020-2021       | Reggiana        | B               | 13         | 0          | CI              | 0               | 0               | -                  | -                  | -                  | -           | -           | -           | 13     | 0      |
| 2021-gen. 2022  | Fidelis Andria  | C               | 7          | 0          | CI-C            | 1               | 0               | -                  | -                  | -                  |             | -           | -           | 8      | 0      |
| gen.-giu. 2022  | Potenza         | C               | 13         | 0          |                 | -               | -               | -                  | -                  | -                  |             | -           | -           | 13     | 0      |
| Totale carriera | Totale carriera | Totale carriera | 167        | 5          |                 | 8               | 0               |                    | -                  | -                  |             | 2           | 0           | 177    | 5      |

## Palmarès

### Club

#### Competizioni giovanili
- Campionato Berretti: 1

Virtus Entella: 2010-2011

#### Competizioni nazionali
- Lega Pro: 1

Venezia: 2016-2017
- Coppa Italia Lega Pro: 1

Venezia: 2016-2017

#### Competizioni regionali
- Eccellenza: 1

Celle Varazze: 2024-2025